# Flaschenhals (Wirtschaft)

Trichtermodell zur Illustration des Hauptsatzes der Theory of Constraints: „In jeder Wertschöpfungskette gibt es genau ein System, das die Leistungsfähigkeit des Ganzen bestimmt - ein eindeutiger Engpass.“

Ein Flaschenhals (oder Engpass, Engstelle; englisch bottleneck) ist in der Wirtschaft eine organisatorische Schwachstelle, die in einem betrachteten Zeitraum die höchste Auslastung in der gesamten Prozesskette aufweist und dadurch den Arbeitsablauf hemmt.

## Allgemeines
Die Ausflussgeschwindigkeit einer Flüssigkeit aus einer Flasche wird durch deren engste Stelle, den Flaschenhals, bestimmt. Je enger der Flaschenhals, umso weniger Flüssigkeit kann austreten. Ohne Flaschenhals wäre die Ausflussgeschwindigkeit wesentlich höher. Vom Flaschenhals als Metapher wird insbesondere in der Transportlogistik und in der Rechnertechnik gesprochen. Die Betriebswirtschaftslehre und Volkswirtschaftslehre bevorzugen dagegen meist den Begriff Engpass. Flaschenhals und Engpass sind jeweils der Minimumsektor eines Systems, wobei sich nach dem vom Betriebswirt Erich Gutenberg formulierten „Ausgleichsgesetz der Planung“ die Gesamtplanung nach dem Minimumsektor zu richten hat.
Engpass und Flaschenhals sind Synonyme, denn sprachlich ist der Flaschenhals eine Bedeutungsentlehnung eines bereits existierenden deutschen Wortes, wobei sich sowohl Flaschenhals als auch Engpass aus englisch „bottleneck“ übersetzen lassen. Als semantische Analogie ist der Engpass deshalb stets auch ein Flaschenhals und ein Flaschenhals immer auch ein Engpass – anders als dies eine einzige Quelle behauptet.

## Wissenschaftliche Aspekte
Ein Flaschenhals ist oft optisch an einer Warteschlange zu erkennen und resultiert hier aus dem Zusammenwirken von Material, Information und Menschen. Meist fließen am Flaschenhals Teile aus parallel aufgesetzten Prozessen der Produktion in einen darauf folgenden Ablaufabschnitt zusammen. Ist diese Zusammenführung nicht synchronisiert, kommt es zu Wartezeiten, wenn der Folgeprozess nicht die Kapazität besitzt, alle auf ihn in Spitzenzeiten einströmenden Elemente zeitnah verarbeiten zu können.
Wissenschaftlich werden Engpässe in der Theory of Constraints (deutsch Theorie der Einschränkungen) untersucht. Der Flaschenhals erhöht die Durchlaufzeit, begrenzt den Durchsatz und stellt somit eine Kapazitätsgrenze für ein Gesamtsystem dar. Ähnlich definiert auch Eliyahu M. Goldratt dieses Phänomen in seiner Theorie der Einschränkungen. Ändert sich die Bedarfslage oder der gefertigte Produktmix, dann kann sich der Flaschenhals auf einen anderen Teil des Gesamtsystems verschieben.

## Transportlogistik
Ausgangspunkt bildet in der Transportlogistik das Transportproblem leicht verderblicher Güter, bei denen es vor allem auf die Transportzeit ankommt. Sind die Transportzeiten eines bipartiten Transportnetzwerks bekannt und kann der Transport streng parallel organisiert ablaufen, dann ist die Gesamtzeit für den Transport gleich der längsten Zeit auf allen Transportstrecken. Eine einzige Verbindung bestimmt die Transportdauer und bildet den Flaschenhals. Sichtbares Zeichen eines Flaschenhalses ist der Verkehrsstau, der in der Logistikplanung nur schwer zu berücksichtigen ist.
Der Engpass ist eine Unterversorgung von Ressourcen wie Personal, Material oder Betriebsmittel und kann entstehen durch Probleme bei Lieferketten (Lieferengpässen, Arzneimittel Lieferengpässen), Transportketten oder Vertriebsketten.

## Informationstechnik
In der Informationstechnik stellt beim Computer der Kommunikationsweg (Datenbus) zwischen Prozessor (CPU) und Arbeitsspeicher ein wesentliches Problem dar. Der Datentransfer kann um ein Vielfaches länger dauern als die Bearbeitung eines Befehls durch die CPU, die anschließend auf den Abschluss des nächsten Transfervorgangs warten muss. Dieser Engpass wird oft als Von-Neumann-Flaschenhals bezeichnet, benannt nach dem Mathematiker John von Neumann.
Beim Backbone ist eine besonders hohe Leistungsfähigkeit erforderlich, weil er sonst als zentraler Flaschenhals oder Engpass das gesamte Netz ausbremst. Auch eine Bridge, die im Rechnernetz zwei Netzwerksegmente auf der OSI-Ebene der Schicht 2 verbindet, kann ein Netzwerk ausbremsen. Echte Peer-to-Peer-Netzwerke dagegen haben keine zentrale Steuerung und daher keinen zentralen Flaschenhals bzw. Engpass.

## Betriebswirtschaftslehre
In der Betriebswirtschaftslehre wird meist nur von einem Engpass, dem kleinsten Produktions- (Durchgangs-)Querschnitt, engsten (Leistungs-)Querschnitt, dem Flaschenhals gesprochen. In der Fachliteratur steht der Begriff Engpass oder Flaschenhals für das Auftreten knapper Kapazitäten vor allem bei betrieblichen Funktionen wie Beschaffung (Beschaffungsengpass), Produktion (Produktionsengpass), Finanzierung (Finanzierungsengpass), Organisation, Verwaltung oder Vertrieb. So gerät bei einer Just-in-time-Produktion der gesamte Produktionsprozess ins Stocken, wenn ein Beschaffungsengpass bei Material auftritt. Fällt im Produktionsprozess eine nicht sofort ersetzbare Maschine aus, so bildet die Produktion den Engpass-Sektor. In der Produktionsplanung soll im Rahmen der Kapazitätsterminierung ein solcher Engpass lokalisiert werden,  indem man in der Netzplantechnik die Methode des kritischen Pfades anwendet: ein Produktionsprozess, der einen solchen Engpass darstellt, liegt dort im kritischen Pfad.
Die gesamtbetriebliche Kapazität wird deshalb vom Minimumsektor bzw. dem Engpass-Sektor bestimmt. Dadurch verfügen Produktionsfaktoren, deren Kapazität größer als der Minimumsektor ist, über einen Kapazitätsüberhang (Leerkapazität) mit unvermeidbaren Leerkosten.

## Volkswirtschaftslehre
In der Volkswirtschaftslehre ist der Engpass der Wirtschaftszweig, der mit seiner Kapazität das Produktionsvolumen anderer Sektoren begrenzt. Bis zum Erreichen der Vollbeschäftigung stellt die Nachfrage den „volkswirtschaftlichen Flaschenhals“ dar (Nachfragelücke), das heißt, die zu geringe Nachfrage ist Ursache für die Unterbeschäftigung; ist Vollbeschäftigung erreicht, wird das Angebot zum „volkswirtschaftlichen Flaschenhals“. Es handelt sich um die Angebotslücke, die ebenso einen Engpass darstellt wie die Nachfragelücke, der Angebotsüberhang und der Nachfrageüberhang. Aus einer Angebotslücke oder einem Nachfrageüberhang kann ein Lieferengpass entstehen.
Auch die Angebotslücke und der Nachfrageüberhang sind als Engpass zu verstehen, wenn die Lieferbereitschaft temporär gestört ist wie bei einer Energiekrise oder einer Versorgungskrise bei Agrarprodukten. Hier versucht der Staat, durch die Gewährleistung der Versorgungssicherheit einzugreifen und die Selbstversorgung durch einen möglichst hohen Selbstversorgungsgrad abzusichern.